# Grace (Idaho)
Grace – miasto w Stanach Zjednoczonych, w stanie Idaho, w hrabstwie Caribou.